# Керолайн Беркл
Керолайн Беркл  (англ. Caroline Burckle, 24 червня 1986) — американська плавчиня, олімпійська медалістка.

## Родина
- Брат — Кларк Беркл, американський плавець. Учасник Олімпійських Ігор 2012 року. Призер Панамериканських ігор 2011 року.

## Виступи на Олімпіадах
| Олімпіада  | Дисципліна                      | Місце |
| ---------- | ------------------------------- | ----- |
| Пекін 2008 | естафета 4 × 200 вільним стилем | 3     |